# Ghosts (deutsche Fernsehserie)
Ghosts ist die deutsche Adaption der gleichnamigen britischen Fernsehserie.

## Inhalt
Emma erbt von einer entfernten Verwandten ein renovierungsbedürftiges Herrenhaus und zieht dort mit ihrem Freund Felix ein. Dort leben jedoch acht Geister: 
- der Neandertaler Urs,
- der römische Legionär Claudius,
- der Dichter Friedrich Dorn,
- die Gräfin Adelheid,
- die Magd Griet,
- der Versicherungsvertreter Joachim,
- die Lehrerin Svenni und
- das gruselige Mädchen Lotti, das aber nur selten auftritt.

Diese sind über die Pläne der neuen Bewohner, das Gebäude in ein Hotel umzubauen, nicht erfreut und versuchen, sie wieder zu vertreiben. Nach einem dabei versehentlich ausgelösten Unfall mit Nahtoderfahrung kann Emma die Geister sehen und sich mit ihnen unterhalten. Neben den weltlichen Problemen, das Gebäude wohntauglich und zu einer Geldeinnahmequelle zu machen, muss sie sich nun also auch mit den Problemen und Anliegen der Geister auseinandersetzen und lernt sie dabei besser kennen.

## Veröffentlichung
Ghosts wurde am 6. März 2025 – eine Woche vor der Erstausstrahlung auf One – in der ARD Mediathek veröffentlicht.

## Episodenliste
| Nr. | Originaltitel           | Erstausstrahlung D |
| --- | ----------------------- | ------------------ |
| 1   | Schweres Erbe           | 13. März 2025      |
| 2   | Lästiger Spuk           | 13. März 2025      |
| 3   | Verhängnisvolles Duell  | 13. März 2025      |
| 4   | Rätselhafter Fall       | 13. März 2025      |
| 5   | Verfluchte Hochzeit     | 13. März 2025      |
| 6   | Verführerisches Angebot | 13. März 2025      |

## Drehort
Die Fernsehserie wurde auf Burg Bergerhausen in einem Stadtteil von Kerpen gedreht.